# Nyagatare
Nyagatare és una ciutat del nord-est de Ruanda. Amb una població de més de 100.000, és un dels assentaments més poblats de la província de l'Est, juntament amb Rwamagana i Kibungo.

## Situació
Nyagatare està situada al districte de Nyagatare, província de l'Est, prop de les fronteres internacionals de Ruanda amb les Tanzània i Uganda. La seva ubicació es troba a uns 80 kilòmetres per carretera, al nord-est de Kigali, capital de Rwanda i la ciutat més gran. Es troba al centre d'una zona agrícola, i és un punt de recollida de llet per a diversos productors de llet com Inyange Industries Ltd. la llet de Nyagatare és exportada a altres regions de Ruanda.
En 2002 la població estimada de Nyagatare era d'uns 8,500. La població ha crescut considerablement des de 1994, impulsada per l'afluència de refugiats formen a partir de Uganda, arribant a 52.107 en el cens 2012.
A la ciutat hi ha sucursals del Bank of Kigali, Banque Populaire du Rwanda, Ecobank Rwanda i COGE Banque Rwanda, així com un campus de la Universitat de Ruanda en el lloc de l'antic Politècnic d'Umutara